# Kemi vasútállomás
Kemi vasútállomás Finnországban, Kemi településen található.

## Vasútvonalak
Az állomást az alábbi vasútvonalak érintik:
- Oulu–Tornio-vasútvonal
- Kemi–Ajos-vasútvonal

## Kapcsolódó állomások
A vasútállomáshoz az alábbi állomások vannak a legközelebb:
- Laurila railway station
- Simo railway station